# 야마자키 츠토무 (배우)
야마자키 쓰토무(山崎 努, 1936년 12월 2일 ~ )는 지바현 마쓰도시 출신 일본의 배우이다.
1959년 극단 '분가쿠자'에 입단해 1963년 극단 '게키단쿠모' 결성에 참가, 1975년 게키단쿠모의 해체를 계기로 프리가 됐다. 영화 데뷔작은 1960년 오카모토 기하치 감독의 《대학의 산적들》이다. 1963년 구로사와 아키라의 《천국과 지옥》에서 유괴범·다케우치 긴지로 역, 1965년 같은 구로사와 감독의 《붉은 수염》에서는 사하치 역으로 줄연한 후, TV 드라마나 연극에서 활동을 펼쳤다. 1984년 《장례식》부터 《탄포포》, 《마루사의 여자》, 《마루사의 여자 2》 등 이타미 주조 감독 작품에 연속으로 출연했으며, 2000년에는 자수훈장을 받았다. 2000년대에 와서는 《GO》, 《세상의 중심에서 사랑을 외치다》 등 유키사다 이사오 감독 작품에 자주 출연했다.
《필살 사치인》 와 《신·필살 사치인》는 야마자키의 텔레비전의 대표작.

## 주요 출연작

### 영화
- 천국과 지옥 (1963)
- 카게무샤 (1980)
- 장례식 (1984)
- 안녕 하코부네 (1984)
- 담뽀뽀 (1985)
- 마루사의 여자 (1987)
- 리큐 (1989)
- 우리들은 모든 이를 살리고 있다 (1993)
- 고 (2001)
- 형무소 안에서 (2002)
- 모방범 (2002)
- 세상의 중심에서 사랑을 외치다 (2004)
- 쿠로사기 (2006, 2008)
- 라면 걸 (2008)
- 클라이머즈 하이 (2008)
- 굿' 바이: Good & Bye (2008)
- 우주전함 야마토 (2010)
- 기린의 날개 (2012)
- 딱따구리와 비 (2012)
- 신이 말하는 대로 (2014)
- 모리의 정원 (2018) - 모리카즈 역
- 기도의 막이 내릴 때 (2018) - 타카마사 카가 역
- 조금씩, 천천히 안녕 (2019) - 아버지 역

### 드라마
- 1966년 마츠모토 세이초 시리즈 《얼굴》
- 1967년 《세 자매》
- 1973년 《필살 사치인》
- 1977년 《신·필살 사치인》
- 1999년 《세기말의 시》
- 2006년 《쿠로사기》
- 2011년 《붉은 손가락》
- 2012년 《최고의 인생을 마감하는 방법, 엔딩 플래너》